# دوري كرة القدم التشيكي الدرجة الأولى 2018–19
دوري كرة القدم التشيكي الدرجة الأولى 2018–19 هو موسم من دوري كرة القدم التشيكي الدرجة الأولى ‏. أشرف على تنظيمه اتحاد جمهورية التشيك لكرة القدم، وكان عدد الأندية المشاركة فيه 8، وفاز فيه AC Sparta Prague (women) ‏.